# Psydrax nitida
Psydrax nitida är en måreväxtart som först beskrevs av William Grant Craib, och fick sitt nu gällande namn av Khoon Meng Wong. Psydrax nitida ingår i släktet Psydrax och familjen måreväxter. Inga underarter finns listade i Catalogue of Life.